# Apatania crymophila
Apatania crymophila là một loài Trichoptera trong họ Apataniidae. Loài này có ở miền Cổ bắc và miền Tân bắc.